# Février 1910

## Événements
- 3 février : le Français Léon Lemartin bat le record du monde de vol avec passagers, portant celui-ci à sept personnes dont le pilote. Nous sommes à Pau, sur Blériot XIII, en présence du constructeur qui suit le vol à la jumelle.

- 9 février :
  - gouvernement libéral de José Canalejas en Espagne ;
  - arrivée par bateau du premier avion en Inde. C'est un « Blériot ». Il est longtemps en douane, car il ne figurait pas sur la liste des produits autorisés à l'importation.

- 10 février : le paquebot français Général Chanzy assurant la liaison Marseille-Alger coule dans l'archipel des Baléares faisant 155 morts.

- 11 février : le Français Mamet effectue le premier vol en avion en Espagne sur un « Blériot ».

- 13 février, France : inauguration du « Vél d'hiv ».

- 20 février : à Sarajevo, proclamation de la Constitution accordée aux provinces de Bosnie-Herzégovine.

- 21 février : assassinat du premier ministre égyptien (copte) Boutros Ghali pacha.

- 22 février :
  - Le Congrès nicaraguayen ayant nommé un successeur libéral à Santos Zelaya, les troupes nord-américaines débarquent au Nicaragua pour soutenir les conservateurs. Les libéraux sont défaits en août ;
  - Pour la première fois une armée sino-mandchoue entre à Lhassa au Tibet sans y avoir été invitée. Elle reste un an. Le dalaï-lama a envoyé des émissaires auprès des grandes puissances, mais celles-ci se désintéressent de la question tibétaine. Il repart en exil, cette fois vers l’Inde britannique où il sera bien accueilli. Le Royaume-Uni fait une protestation officielle auprès de la cour des Qing pour ingérence dans les affaires intérieures du Tibet.

## Naissances
- 3 février :
  - Robert Earl Jones, acteur américain († 7 septembre 2006) ;
  - Oleg Zinger, peintre franco-russe († 9 janvier 1998).
- 5 février : Charles Philippe Leblond, biologiste († 10 avril 2007).
- 9 février : Jacques Monod, Prix Nobel de physiologie ou médecine en 1965 († 1976).
- 12 février : Injac Zamputi, historien et écrivain libanais.
- 13 février : William Shockley, Prix Nobel de physiologie ou médecine en 1956 († 1989).
- 14 février : Pierre Marcilhacy, homme politique français, membre du Conseil constitutionnel (France) († 5 juillet 1987).
- 24 février : Julian Snow, homme politique britannique († 24 janvier 1982).
- 27 février : Joseph Leo Doob, mathématicien américain († 7 juin 2004).
- 28 février : Paul Werner Hoppe, officier SS allemand († 15 juillet 1974).

## Décès
- 2 février :
  - George Murdoch, premier des maires de la ville de Calgary ;
  - Jean-Baptiste Arnaud-Durbec, peintre français (° 30 juillet 1827).
- 9 février : George Barnard Baker, politicien et sénateur.
- 14 février : Giovanni Passannante, anarchiste italien (° 19 février 1849).